# Nokturn w błękicie i srebrze – Chelsea
Nokturn w błękicie i srebrze – Chelsea (ang. Nocturne in Blue and Silver – Chelsea) – to obraz olejny amerykańskiego malarza Jamesa McNeilla Whistlera namalowany ok. 1871, znajdujący się w zbiorach Tate Britain.

## Opis
Obraz przedstawia widok na londyńską dzielnicę Chelsea z mostu Battersea Bridge. Z prawej strony widać wieżę kościoła Chelsea Old Church, a na pierwszym planie postać rybaka spoglądającego na płaską barkę. Nokturn w błękicie i srebrze – Chelsea to pierwszy z serii malarskich nokturnów Whistlera, obrazów pomyślanych jako przedstawienie piękna i spokoju Tamizy wieczorem lub w nocy. W swoim obrazie Whistler przedstawił Tamizę po zapadnięciu zmroku przekształcając surowy, przemysłowy pejzaż w urokliwą krainę snów. W wodach rzeki odbijają się światła i sylwetki fabryk położonych na odległym brzegu. Woda została oddana lekkimi muśnięciami pędzla co dodatkowo podkreśla poetykę i tajemniczość przedstawionej scenerii. Barka i postać rybaka są niemal przezroczyste.
W dziele widoczny jest wpływ drzeworytów japońskich (dekoracyjny charakter dzieła i brak perspektywy, stosunkowo mały zakres kolorów i sygnatura malarza w formie motyla u dołu obrazu) oraz akwareli Williama Turnera mających za temat szwajcarskie jeziora.